# Episteme dives
Episteme dives là một loài bướm đêm trong họ Noctuidae.